# Cantón de Mussy-sur-Seine
El cantón de Mussy-sur-Seine era una división administrativa francesa, que estaba situada en el departamento de Aube y la región de Champaña-Ardenas.

## Composición
El cantón estaba formado por ocho comunas:
- Celles-sur-Ource
- Courteron
- Gyé-sur-Seine
- Mussy-sur-Seine
- Neuville-sur-Seine
- Plaines-Saint-Lange
- Polisot
- Polisy

## Supresión del cantón de Mussy-sur-Seine
En aplicación del Decreto nº 2014-216 de 21 de febrero de 2014, el cantón de Mussy-sur-Seine fue suprimido el 22 de marzo de 2015 y sus 8 comunas pasaron a formar parte del nuevo cantón de Bar-sur-Seine.